# Paspalum conduplicatum
Paspalum conduplicatum är en gräsart som beskrevs av Canto-dorow, Valls och Longhi-wagner. Paspalum conduplicatum ingår i släktet tvillinghirser, och familjen gräs. Inga underarter finns listade i Catalogue of Life.